# Ramsey and Parkeston
Ramsey and Parkeston is een civil parish in het bestuurlijke gebied Tendring, in het Engelse graafschap Essex. In 2001 telde het civil parish 2488 inwoners.